# Morynci (rejon zwinogródzki)
Morynci (ukr. Моринці, pol. hist. Moryńce) – wieś na Ukrainie, w obwodzie czerkaskim, w rejonie zwinogródzkim.

## Historia
W 1730 r. wieś należała do Teofili z Sieniawskich księżnej Jabłonowskiej  herbu Leliwa – chorążyny koronnej, wówczas wdowy po księciu Aleksandrze Janie Jabłonowskim (1671–1723), za którego wyszła za mąż w roku 1698.
Właścicielem majątku we wsi był także hrabia Władysław Branicki.

## Urodzeni
We wsi 9 marca (25 lutego) 1814 roku urodził się Taras Szewczenko w rodzinie pańszczyźnianego chłopa ukraińskiego Hryhora Szewczenki. 